# 小松町 (愛媛県)
小松町（こまつちょう）は、愛媛県の東予地方にあった町である。平成の市町村合併にて西条市、東予市、周桑郡2町の合併により、西条市となり、現在に至っている。
合併後、旧小松町の地域は、西条市小松町○○（旧大字）と住所表記され、住所表記としては「小松町」は残存している。

## 地理
西日本一の石鎚山のお膝下。道前平野（周桑平野）の南東部。中山川右岸一帯と石鎚山麓からなる。町域の南部からの大半は石鎚山系の山々であり、平地は北部、中山川右岸に限られる。中山川で周桑郡丹原町と境をなしており、中山川に流れ込む小規模河川による扇状地や緩傾斜地が多い。海（燧灘）には面していない。
町名の由来
古くは「塚村」と称したが、小松藩成立時に陣屋をおいた地を「小松」と改めた。小松原を開墾したことに由来する。
山
石鎚山
河川
中山川

## 歴史

### 略史
古代以前
- 縄文時代の遺跡が点在している。
- 古墳が点在している。

藩政期
- 江戸時代には小松陣屋が置かれ、小松藩一柳家1万石が幕末までこの地を治めた。近藤篤山を招き藩校「養生館（ようせいかん）」を設置するなど教育を重視した。

明治以降
- 1872年（明治5年）　媛松学校開設。
- 1887年（明治20年）　媛松学校、新屋敷尋常小学校となる。
- 1890年（明治23年）　小松尋常小学校となる。
- 1901年（明治34年）　小松尋常小学校に高等科併置。
- 1923年（大正12年）　国鉄予讃本線開通、伊予小松駅設置。
- 1931年（昭和6年）　町有地を払い下げ、カキの栽培を奨励。
- 1934年（昭和9年）　温芳図書館開館。
- 1941年（昭和16年）　私立子安中学校開設。昭和23年愛媛県立小松高等学校となる。
- 1943年（昭和18年）　西条－小松間の国道11号開通。

戦後
- 1950年（昭和25年）3月18日 - 昭和天皇の戦後巡幸のお召し列車が伊予小松駅に30秒停車。この時間を利用して町民らが奉迎を行った[1]。
- 道前平野南東部に位置し、米・麦・果樹を主産物とする農業地帯であったが、戦後、当町を含む東予地域一帯が新産業都市に指定され、沿岸部への工場立地も進み、それらへの労働力を供給するベッドタウンとして発展した。

### 町の沿革
小松村
- 1889年（明治22年）12月15日 - 町村制施行に伴い、南川（みなみがわ）、北川（きたがわ）、新屋敷（しんやしき）の3か村が合併し、小松村となる。大字新屋敷に役場を置く。

小松町
- 1898年（明治31年）11月21日 - 小松村が町制を施行して小松町となる。
- 1955年（昭和30年）4月25日 - 小松町・石根村・石鎚村の合併により、小松町となる。役場は新屋敷。
- 2004年（平成16年）11月1日 - 西条市・東予市・丹原町・小松町の2市2町の新設合併により、西条市となり、小松町は自治体としての歴史を閉じた。

```
小松町の系譜
（町村制実施以前の村）　（明治期）　　　　　　　　　（昭和の合併）　（平成の合併）
　　　　　　　　　　　　町村制施行時
　　　　　　　　　　　　　　　　　明治31年11月21日
南川　━━━━┓　　　　　　　　　町制施行
北川　━━━━╋━━小松村━━━━小松町━━━━┓
新屋敷━━━━┛　　　　　　　　　　　　　　　　┃昭和30年4月25日
　　　　　　　　　　　　　　　　　　　　　　　　┃  合併
　　　　　　　　　　　　　　　　　　　　　　　　┣━小松町━━━━━━┓
　　　　　　　　　　　　　　　　　　　　あ　　　┃　　　　　　　　　　┃
　　　　　　　　　　千足山村━━━━━━石鎚村━┫　　　　　　　　　　┃
　　　　　　　　　　石根村━━━━━━━━━━━┛　　　　　　　　　　┃
　　　　　　　　　　　　　　　　　　　　　　　　　　　　　　　　　　　┃平成16年11月1日
　　　　　　　　　　　　　　　　　　　　　　　　　　　　　　　　　　　┃新設合併、新・西条市発足
　　　　　　　　　　　　　　　　　　　　　　　　　　　　　　　　　　　┃
　　　　　　　　　　　　　　　　　　　　　　　　　　　　西条市━━━━╋━━西条市
　　　　　　　　　　　　　　　　　　　　　　　　　　　　東予市━━━━┫
　　　　　　　　　　　　　　　　　　　　　　　　　　　　丹原町━━━━┛

（注記）小松町以外の合併以前の系譜はそれぞれの市町村の記事を参照のこと。
あ　昭和26年8月10日　千足山村が改称、石鎚村となる

```

## 地域
昭和の合併・成立時の旧町村の9の大字をそのまま引き継いだ。
なお、現在、西条市になって以降の地名表記では、「小松町」を付け、大字を省く。
例　西条市小松町新屋敷

## 経済

### 工業
- 四国コカ・コーラプロダクツ
- 久米紙店
- あずまや
- 一万石
- ホビー

## 教育

### 高等学校
- 愛媛県立小松高等学校

### 中学校
- 西条市立小松中学校

### 小学校
- 西条市立小松小学校
- 西条市立石根小学校

## 交通
国道11号が町北部を東西に横断している。また、予讃線が北東部を通過し、伊予小松駅がある。

### 鉄道
四国旅客鉄道（JR四国）
予讃線：伊予小松駅

### 道路
高速道路
松山自動車道
町内にあるインターチェンジ：いよ小松インターチェンジ
今治小松自動車道
町内にあるインターチェンジ：いよ小松北インターチェンジ
国道
国道11号、国道196号
県道
県道13号

## 出身有名人
- 黒川通軌
- 飯塚盈延